# Linaria viscosa
Linaria viscosa är en grobladsväxtart. Linaria viscosa ingår i släktet sporrar, och familjen grobladsväxter.

## Underarter
Arten delas in i följande underarter:
- L. v. crassifolia
- L. v. spicata
- L. v. viscosa